# Carrie Coon
Carrie Alexandra Coon (ur. 24 stycznia 1981 w Copley w hrabstwie Summit) – amerykańska aktorka teatralna, telewizyjna i filmowa.

## Życiorys
Absolwentka filologii angielskiej i hiszpańskiej na University of Mount Union, następnie studiowała aktorstwo na University of Wisconsin-Madison.
Początkowo związana z teatrami w Chicago m.in. z zespołem American Players Theatre. Grała w takich sztukach jak Brönte, The Diary of Anne Frank oraz w dramatach Williama Szekspira. Później zaczęła grywać w Nowym Jorku. W latach 2012–2013 występowała na Broadwayu w adaptacji Kto się boi Virginii Woolf?, rola ta przyniosła jej wyróżnienie Theatre World Award oraz nominację do nagrody Tony. W 2015 obsadzona w głównej roli w sztuce Placebo wystawianej na Off-Broadwayu.
W telewizji debiutowała w 2011 w The Playboy Club. Początkowo grywała w pojedynczych odcinkach seriali, w 2014 dołączyła do regularnej obsady Pozostawionych w roli Nory Durst. W tym samym roku dostała drugoplanową rolę w nagradzanym filmie Zaginiona dziewczyna Davida Finchera, otrzymując za nią kilka nominacji ze strony amerykańskich stowarzyszeń krytyków filmowych. W 2017 wcieliła się w Glorię Burgle, jedną z głównych postaci trzeciego sezonu Fargo.

## Filmografia
- 2011: The Playboy Club jako Doris Hall (serial TV)
- 2013: Ironside jako Rachel Ryan (serial TV)
- 2013: Prawo i porządek: sekcja specjalna jako Talia Blaine  (serial TV)
- 2014: Intelligence jako Luanne Vick (serial TV)
- 2014: Pozostawieni jako Nora Durst / Sarah (serial TV)
- 2014: Zaginiona dziewczyna jako Margo Dunne
- 2016: Strange Weather jako Byrd Ritt
- 2017: Fargo jako Gloria Burgle (serial TV)
- 2017: The Keeping Hours jako Elizabeth
- 2017: Izzy Gets the F*ck Across Town jako Virginia
- 2017: Czwarta władza jako Meg Greenfield
- 2018: Avengers: Wojna bez granic jako Proxima Midnight
- 2018: Kin jako Morgan Hunter
- 2018: Grzesznica jako Vera Walker (serial TV)
- 2018: Wdowy jako Amanda
- 2021: Pogromcy duchów: Dziedzictwo jako Callie
- 2022: Pozłacany wiek (serial TV) jako Bertha Russell
- 2024: Pogromcy duchów: Imperium lodu jako Callie Spengler
- 2025: Biały Lotos (serial TV) jako Laurie[1]